# Xing Yu
Xing Yu, född 12 mars 1991, är en kinesisk bågskytt. Han deltog vid olympiska sommarspelen 2016 och olympiska sommarspelen 2020.